# Sojus T-8
Sojus T-8 ist die Missionsbezeichnung für den am 20. April 1983 gestarteten Flug eines sowjetischen Sojus-Raumschiffs zur sowjetischen Raumstation Saljut 7. Es sollte der vierte Besuch bei dieser Raumstation werden, aber die Kopplung misslang. Die Mission war der 68. Flug im sowjetischen Sojusprogramm.

## Besatzung

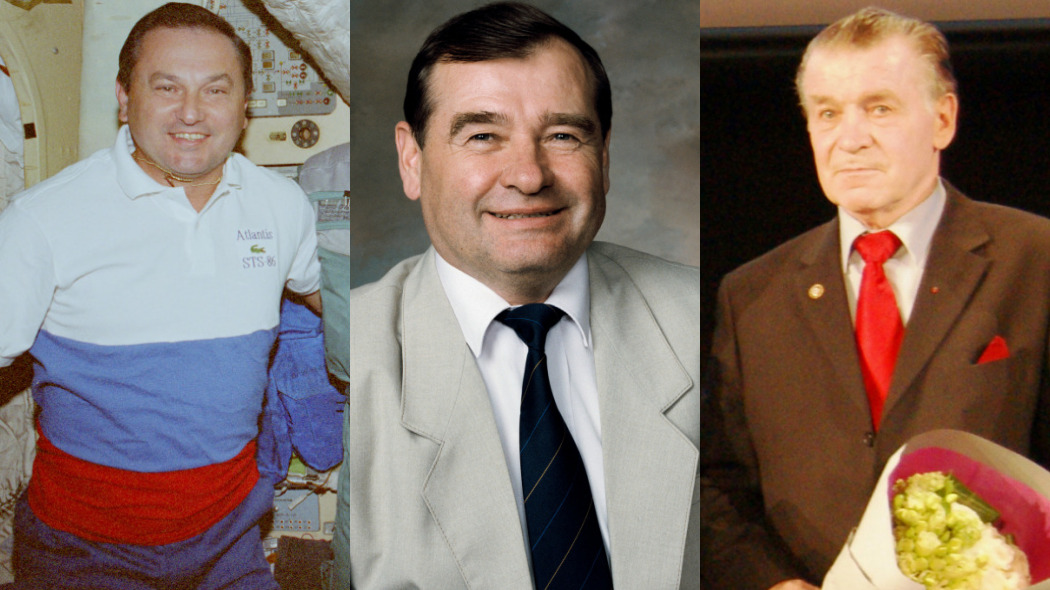
Alexander Serebrow, Wladimir Titow und Gennadi Strekalow

- Wladimir Georgijewitsch Titow (1. Raumflug), Kommandant
- Gennadi Michailowitsch Strekalow (2. Raumflug), Bordingenieur
- Alexander Alexandrowitsch Serebrow (2. Raumflug), Forschungskosmonaut

Serebrow hatte acht Monate vor diesem Start bereits am Flug von Sojus T-7 teilgenommen.
Titow und Strekalow waren fünf Monate später für einen erneuten Start mit Sojus T-10-1 eingeteilt. Diese Mission schlug jedoch fehl, da die Rakete während der Startvorbereitungen durch ein Feuer zerstört wurde. Die Besatzung wurde durch das Notfallsystem gerettet. 

### Ersatzmannschaft
- Wladimir Afanassjewitsch Ljachow, Kommandant
- Alexander Pawlowitsch Alexandrow, Bordingenieur
- Wiktor Petrowitsch Sawinych, Forschungskosmonaut

## Missionsüberblick
Die geplante Kopplung mit dem Orbitalkomplex Saljut 7/Kosmos 1443 misslang, da es Probleme mit dem automatischen Dockingsystem gab.
Es war die erste misslungene Kopplung an eine Raumstation seit 1979 (Sojus 33). Als die Nutzlastverkleidung abgesprengt wurde, fiel auch der Ausleger mit der Antenne für das automatische Kopplungssystem „Igla“ ab. Die Besatzung glaubte, dass dieser immer noch am Raumschiff und nur nicht richtig ausgefahren war. Deshalb versuchten sie durch ruckartige Bewegungen des Raumschiffes den Ausleger in seine Position zu bringen. Dazu benutzten sie die Lageregelungstriebwerke. Die fehlgeschlagenen Kopplungsversuche verbrauchten viel Treibstoff. Um sicherzustellen, dass genug Treibstoff für den Wiedereintritt vorhanden ist, schalteten die Kosmonauten die Lageregelung aus und versetzten das Raumschiff in einen drallstabilisierten Flugmodus wie bei den ersten Sojusmissionen in den frühen 1970er Jahren. Die Landung erfolgte normal.